# Comuna Mațkivți, Lubnî
Mațkivți (în ucraineană Мацківці) este o comună în raionul Lubnî, regiunea Poltava, Ucraina, formată din satele Mațkivți (reședința) și Mațkova Lucika.

## Demografie
Componența lingvistică a comunei Mațkivți
     Ucraineană (98,16%)
     Rusă (1,84%)
Conform recensământului din 2001, majoritatea populației comunei Mațkivți era vorbitoare de ucraineană (98,16%), existând în minoritate și vorbitori de rusă (1,84%).